# Mortal Aspirations
Mortal Aspirations — третій альбом Raventale. Виданий лейблом «BadMoodMan Music» 20 листопада 2009-го року. «Mortal Aspirations» ознаменував остаточну трансформацію стилістики з депресивного блек/паган металу до виконання з включенням мелодійності думу. У музиці з'явились більш потужні рифи зі збереженням атмосферних клавішних. Диск, на відміну від попередніх, також став першим англомовним альбомом проекту.

## Список пісень
Композиційно складається з п'яти тривалих концептуальних треків та чотирьох інструментальних. Тексти Astarotha. Зазнав змін вокал — було прибрано елементи кроуку котрі частково застосовувалися у перших альбомах.
| #  | Назва                                                | Тривалість |
| -- | ---------------------------------------------------- | ---------- |
| 1. | «The Fall of the Mortal Aspirations»                 | 09:23      |
| 2. | «Cosmos Inside» (інструментальна)                    | 01:10      |
| 3. | «My Birds of Misfortune»                             | 08:11      |
| 4. | «A Fading Scent of Cinnamon and the Naked»           | 09:32      |
| 5. | «Watching a Luna Becomes Thy Face» (інструментальна) | 01:11      |
| 6. | «The Silhouette of Despair»                          | 06:33      |
| 7. | «Escape to the Stars» (інструментальна)              | 03:27      |
| 8. | «Suicide as the Destined End»                        | 10:54      |
| 9. | «A Ravens Fade» (інструментальна)                    | 02:11      |

## Склад
- Astaroth — вокал та музика